# Dainius Razauskas
Dainius Razauskas (Vilnius, 1960) è uno storico, traduttore e scrittore lituano, è uno dei maggiori esperti della mitologia lituana.
Sua madre era Birutė Razauskienė-Daukintaitė, musicista e direttrice di coro della Samogizia (Žarėnai). Dainius Razauskas si è laureato presso la Facoltà di Matematica e Informatica dell'Università di Vilnius. Successivamente ha studiato all'Accademia delle scienze russa, dove il suo insegnante fu Vladimir Toporov, un famoso linguista e mitologo. Nel 2005 Razauskas ha terminato la sua abilitazione presentando il suo lavoro "analisi semantico-semantica dei concetti mitologici del simbolismo del pesce nella tradizione slavo-baltica (con riferimento ai dati indoiraniani)".
Dal 2007 lavora presso l'Istituto di letteratura e folklore lituano . Insegna anche un corso di religione e mitologia lituana all'Università di Vilnius. Razauskas è un editore della rivista Liaudies kultūra ("Cultura popolare"). Oltre ai suoi lavori scientifici, ha anche pubblicato una raccolta di racconti (Pro langą: Novelės , 1990).
Nel 2016 il premio Jonas Basanavičius è stato assegnato a Dainius Razauskas.
Suo figlio Domantas Razauskas è un cantautore, poeta.